# Заволжский (Палласовский район)
Заволжский — посёлок сельского типа в Палласовском районе Волгоградской области, административный центр Заволжского сельского поселения. Северный пригород Палласовки.
Население - 1828 (2010)

## История
Населённый пункт зарегистрирован решением исполкома Волгоградского Облсовета депутатов трудящихся от 27 декабря 1967 года № 32/1679 «О регистрации и наименовании вновь возникших населенных пунктов в Палласовском и Ольховском районах» в связи с образованием центральных усадеб совхоза «Палласовский» и «Вишнёвый» с присвоением наименования посёлок Заволжский в составе Палласовского городского Совета. Той же датой посёлок Заволжский был передан в административное подчинение Новоиванцовского сельсовета Палласовского района, центр Новоиванцовского сельсовета был перенесен в посёлок Заволжский. Новоиванцовский сельсовет был переименован в Заволжский сельсовет.

## Население
Динамика численности населения по годам:
| 1987  | 2002 |
| ----- | ---- |
| ≈1500 | 2016 |

| 2010 |
| ---- |
| 1828 |